# Володимир Вернадський (срібна монета)
«Володи́мир Верна́дський» — ювілейна монета номіналом 5 гривень, випущена Національним банком України. Присвячена 150-річчю від дня народження всесвітньо відомого вченого-природознавця, мінералога, кристалографа, основоположника геохімії, біогеохімії та радіогеології, мислителя, філософа, першого президента Української Академії наук та засновника першої наукової бібліотеки в Україні.
Монету введено в обіг 25 лютого 2013 року. Вона належить до серії «Видатні особистості України».

## Опис та характеристики монети
| Номінал | Метал           | Маса грам     | Діаметр мм. | Якість виготовлення       | Гурт                           | Наклад штук |
| ------- | --------------- | ------------- | ----------- | ------------------------- | ------------------------------ | ----------- |
| 5       | срібло (Ag 925) | 15,55 / 16,81 | 33,0        | спеціальний анциркулейтед | гладкий із заглибленим написом | 5 000       |

### Аверс
На аверсі монети розміщено: угорі малий Державний Герб України та напис півколом «НАЦІОНАЛЬНИЙ БАНК УКРАЇНИ», у центрі — композицію, що включає елементи, які відображають світосприйняття вченого: земна куля, кристалічна решітка кремнію, фігура людини та спалах світла за нею, який символізує зародження нового життя. Унизу номінал — «П'ЯТЬ ГРИВЕНЬ», ліворуч рік карбування монети — «2013».

### Реверс
На реверсі монети зображено: на передньому плані праворуч портрет Володимира Івановича Вернадського, ліворуч угорі — земну кулю, під якою вислів ученого «ЦАРСТВО МОЇХ ІДЕЙ ПОПЕРЕДУ» та роки життя «1863-1945», унизу напис «В. І. ВЕРНАДСЬКИЙ».

## Автори

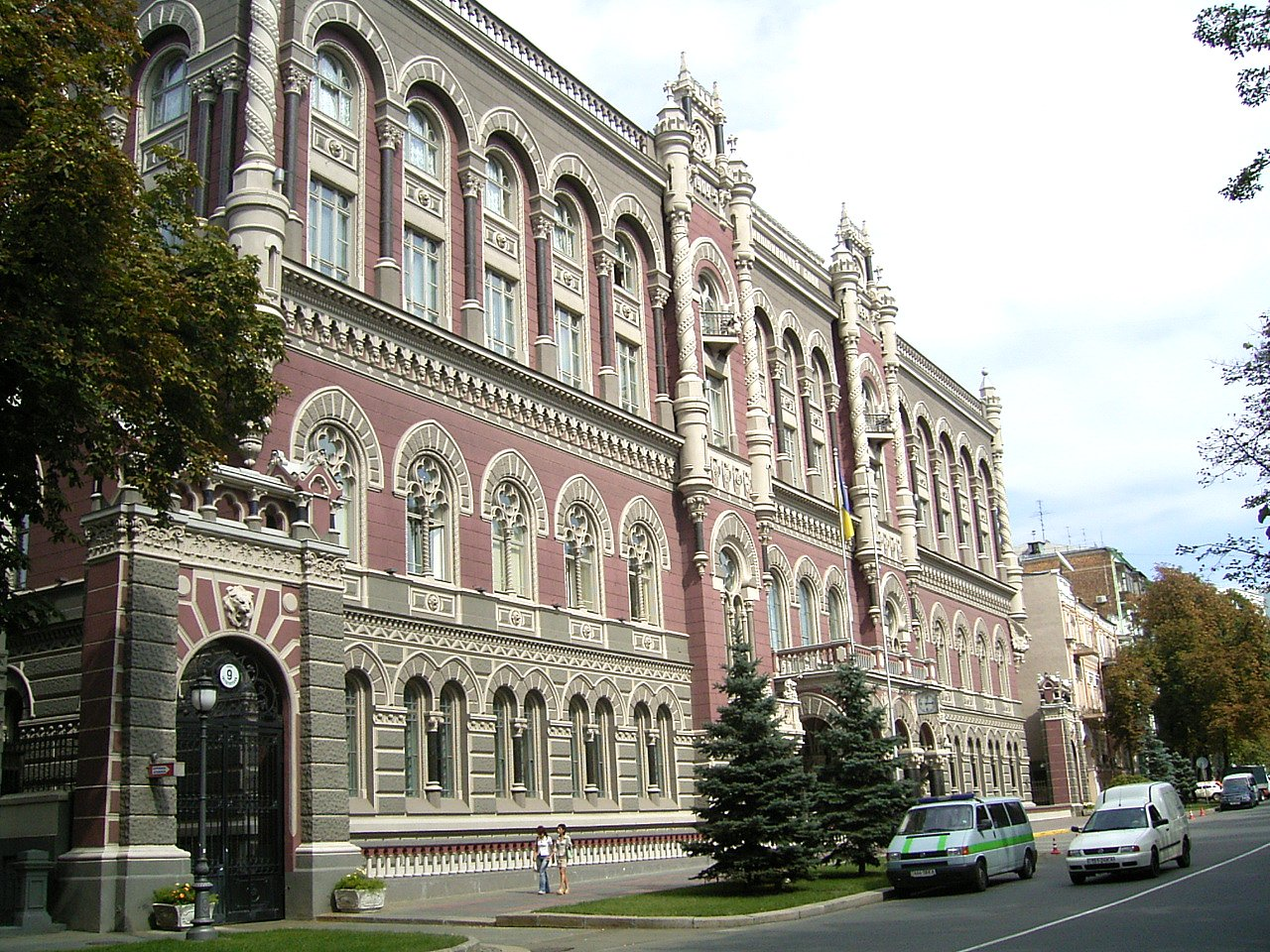
Будівля Національного банку України

- Художники: Скоблікова Марія, Кузьмін Олександр (аверс); Таран Володимир, Харук Олександр, Харук Сергій (реверс).
- Скульптори: Дем'яненко Володимир, Атаманчук Володимир.

## Вартість монети
Ціна монети — 534 гривні, була зазначена на сайті Національного банку України 2018 року
Фактична приблизна вартість монети, з роками змінювалася так:
| Рік        | 2013 | 2014 | 2015 | 2016 | 2017 | 2018 | 2019 | 2020 | 2021 | 2022 | 2023 | 2024  | 2025  |
| ---------- | ---- | ---- | ---- | ---- | ---- | ---- | ---- | ---- | ---- | ---- | ---- | ----- | ----- |
| Ціна, грн. | 450  | 330  | 350  | 450  | 490  | 470  | 400  | 400  | 510  | 580  | 760  | 1 030 | 1 450 |